# زیردریایی کلاس ای‌ای-۱
زیردریایی کلاس ای‌ای-۱ (به انگلیسی: AA-1-class submarine) یک کلاس از زیردریایی است که طول آن 268 ft 9 in (82 m) overall می‌باشد.